# Henri Anspach
Henri Lucien Ernest Eugène Anspach (Brussel, 10 juli 1882 - Portet-sur-Garonne, 29 maart 1979) was een Belgisch kunstschilder en schermer. 

## Levensloop
Anspach nam deel aan de Olympische Spelen van 1912 en was er lid van de ploeg die een gouden medaille behaalde in degen team. Nadien werd hij kunstschilder en tijdens de Eerste Wereldoorlog ook frontschilder.
Hij was een lid van de rijke Brusselse familie Anspach en een neef van Paul Anspach, eveneens actief in de schermsport.
Hij huwde in 1918 met Madeleine Pouchet, die ervoor een relatie had met schrijver Roland Dorgelès. Uit het huwelijk werden twee kinderen geboren, maar het was geen gelukkig huwelijk. Mado Anspach verbleef in de jaren 1920 vaak in Parijs en verkeerde er in de kunstenaarskringen van Montparnasse. Na twee eerdere mislukte pogingen pleegde zij in april 1933 zelfmoord in Luik.
1908: Alibert, Berger, Collignon, Gravier, Lippmann, Olivier, Stern ·
1912: H. Anspach, P. Anspach, Hennet, Ochs, Salmon, Willems ·
1920: Allocchio, Bozza, Canova, Costantino, Marrazzi, A. Nadi, N. Nadi, Olivier, Thaon di Revel, Urbani ·
1924:  Buchard, Ducret, Gaudin, Labatut, Liottel, Lippmann, Tainturier ·
1928:  Agostoni, Basletta, M. Bertinetti, Cornaggia-Medici, Minoli, Riccardi ·
1932: Buchard, Cattiau, Jourdant, Piot, Schmetz, Tainturier ·
1936: Brusati, Cornaggia-Medici, E. Mangiarotti, Pezzana, Ragno, Riccardi ·
1948: Artigas, Desprets, Guérin, Huet, Lepage, Pécheux ·
1952: Battaglia, F. Bertinetti, Delfino, D. Mangiarotti, E. Mangiarotti, Pavesi ·
1956: Anglesio, F. Bertinetti, Delfino, E. Mangiarotti, Pavesi, Pellegrino ·
1960: Delfino, E. Mangiarotti, Marini, Pavesi, Pellegrino, Saccaro ·
1964: Bárány, Gábor, Kausz, Kulcsár, Nemere ·
1968: Fenyvesi, Kulcsár, Nagy, Nemere, P. Schmitt ·
1972: Erdős, Fenyvesi, Kulcsár, Osztrics, P. Schmitt ·
1976: Edling, Von Essen, Flodström, Högström, Jacobson ·
1980: Boisse, Gardas, Picot, Riboud, Salesse ·
1984: Borrmann, Fischer, Heer, Nickel, Pusch ·
1988: Delpla, Henry, Lenglet, Riboud, Srecki ·
1992: Borrmann, Felisiak, Proske, Resnitstsjenko, A. Schmitt ·
1996: Cuomo, Mazzoni, Randazzo ·
2000: Mazzoni, Milanoli, Randazzo, Rota ·
2004: Boisse, F. Jeannet, J. Jeannet, Obry ·
2008: F. Jeannet, J. Jeannet, Robeiri ·
2016: Borel, Grumier, Jérent, Lucenay ·
2020: Kano, Minobe, Yamada, Uyama ·
2024: Koch, Andrásfi, Siklósi, Nagy